# Platforma Civică
Platforma Civică (poloneză Platforma Obywatelska, PO) este un partid politic din Polonia de centru-dreapta. În prezent este condus de Donald Tusk.
A fost fondat în 2001 de facțiuniule care s-au desprins din Akcja Wyborcza Solidarność  (Acțiunea Electorală Solidaritatea), Uniunea Libertății și Partidul Conservator Popular, iar mai târziu a reușit să obțină locul 2 la alegerile parlamentare din 2001. A făcut parte din opoziția parlamentară până la alegerile din 2007, când a învins Partidul Lege și Justiție, câștigând 209 locuri. Donald Tusk a devenit premier al Poloniei. Ca urmare a accidentului aviatic de la Smolensk din 2010, Bronisław Komorowski a devenit președinte interimar și la alegerile prezidențiale din 2010 a fost ales în funcția de președinte al Poloniei. Tusk a continuat să fie premier și liderul Platformei Civice până la demisia sa în 2014 pentru a deveni președintele Consiliului Europei. După aceea, partidul a fost înfrânt la alegerile parlamentare și cele prezidențiale din 2015. A terminat de asemenea pe locul 2 la alegerile parlamentare din 2019, iar candidatul de la prezidențialele din 2020, Rafał Trzaskowski, a obținut 49% din voturi dar insuficient pentru a-l înfrânge pe contracandidatul său, Andrzej Duda.
Poziționat inițial ca un partid creștin-democrat cu puternice tendințe liberale din punct de vedere economic, a adoptat curând conservatorismul liberal de-a lungul anilor 2000, deși în timpul lor la putere au fost aliniați cu opinii mai pragmatice și mai centriste și au fost caracterizați ca un partid captivant. În anii 2010, Platforma Civică a adoptat politici mai liberale din punct de vedere social, s-a aliniat liberalismului conservator și de atunci a fost poziționat la centrul spectrului politic cu tendințe spre centru-dreapta. În 2023, liderii partidului au susținut retoricile patriotice, anti-imigrație și anticomuniste în pregătirea pentru alegerile parlamentare din 2023. De asemenea, susține cu fermitate integrarea Poloniei la Uniunea Europeană și NATO. Este membru al Partidului Popular European.
În prezent, deține 107 de locuri în Seim și 37 de locuri în Senatul Poloniei și conduce, de asemenea, Coaliția Civică, care a fost fondată în 2018. De la crearea sa, a avut performanțe electorale puternice în Varșovia, vestul și nordul Poloniei. Începând cu anii 2000, Platforma Civică s-a impus ca unul dintre partidele politice dominante din Polonia.